# Zenão do Ponto
Zenão (em latim: Zeno; em grego: Ζήνων; romaniz.: Zénon) foi um oficial romano do século IV, que esteve ativo durante o reinado do imperador Valente (r. 364–378). Indivíduo bem-nascido e nativo do Ponto, serviu o imperador como agente nos assuntos, mas se demitiu com a morte deste em 378 na Batalha de Adrianópolis e tornou-se um monge.